# دالین
دالین، روستایی از توابع بخش  همایجان شهرستان سپیدان در استان فارس ایران است که غالبا دارای آب و هوای سرد و پر بارش در زمستان و خنک در تابستان می باشد . این روستا به دلیل ساخت و سازهای گسترده در غالب باغ شهری های تفریحی اکثرا بدون مجوز ، سالانه سرمایه گذاری زیادی را به خود جذب کرده که به واسطه آن شغل اکثر ساکنین آن از کشاورزی و دامداری به شغل های پیرامون ساخت و ساز تغییر پیدا کرده است . به دلیل خشکسالی های پیاپی و عدم سرمایگذاری در بخش آبخیزداری ، کشاورزی این روستا معمولا دیم بوده و این امر دلیل اصلی تغییر کاربری های غیر قانونی زمین های کشاورزی  در روستا میباشد که متاسفانه در طولانی مدت موجب مهاجرت نسل های جدید از روستا به شهر خواهد شد.  

## جمعیت
این روستا در دهستان همایجان قرار دارد و براساس سرشماری مرکز آمار ایران در سال ۱۳۸۵، جمعیت آن ۷۲۱۲ نفر (۵۰۹خانوار)